# 10014 Shaim
10014 Shaim (1978 SE3) là một tiểu hành tinh vành đai chính được phát hiện ngày 16 tháng 9 năm 1978 bởi Lyudmila Zhuravlyova ở Đài vật lý thiên văn Crimean. Nó được đặt theo tên the town thuộc Shaim ở Tyumen Oblast thuộc Nga.